# Зальцведель (район)
Зальцведель (нем. Salzwedel) — район в Германии. Центр района — город Зальцведель. Район входит в землю Саксония-Анхальт. Занимает площадь 2292,44 км². Население — 95 382 чел. Плотность населения — 42 человека/км².
Официальный код района — 15 3 70.
Район подразделяется на 119 общин.

## Общины
В состав района входит 13 общин:
- Арендзе
- Гарделеген
- Кальбе (Мильде)
- Клётце
- Зальцведель
- Апенбург-Винтерфельд
- Бетцендорф
- Дере
- Дисдорф
- Юбар
- Куфельде
- Рорберг (Альтмарк)
- Валльставе